# Joseph Johann Achleitner
Joseph Johann Achleitner (* 23. November 1791 in Marbach an der Donau; † 15. Oktober 1828) war ein österreichischer Komponist und Organist.

## Leben
Joseph Johann Achleitner kam als Sohn eines Schulmeisters in Marbach an der Donau zur Welt. In den Jahren 1811 bis 1818 war er Organist im Wiener Stephansdom und wirkte dort später als Musiklehrer.

## Werke (Auswahl)
Er komponierte ein Requiem (im Stil der frühen Romantik) sowie kleinere Kirchenkompositionen.
- Drei Arien RISM ID: 464140183[Digitalisat 1]
- Ave Maria in G-Dur, Offertorium RISM ID: 455042240[Digitalisat 2]
- Pange lingua RISM ID: 550000709

## Digitalisate
1. ↑  3 Arien als Digitalisat in den Digitalen Sammlungen der Staatsbibliothek zu Berlin
2. ↑  Ave Maria als Digitalisat im Musikarchiv Spitz der Österreichischen Akademie der Wissenschaften